# Sims (Familienname)
Sims ist ein Familienname.

## Namensträger
- Al Sims (* 1953), kanadischer Eishockeyspieler und -trainer
- Alexander Sims (* 1988), britischer Rennfahrer
- Alexander D. Sims (1803–1848), US-amerikanischer Politiker
- Anthony Sims junior (* 1995), US-amerikanischer Boxer
- Bella Sims (* 2005), US-amerikanische Schwimmerin
- Ben Sims, britischer Techno-DJ und -Produzent
- Billy Sims (* 1955), US-amerikanischer American-Football-Spieler
- Brian Sims (* 1978), US-amerikanischer Politiker
- Charles Sims (1937–2017), US-amerikanischer Mathematiker
- Christopher Sims (* 1942), US-amerikanischer Wirtschaftswissenschaftler
- Dick Sims (1951–2011), US-amerikanischer Keyboarder und Session-Musiker
- Douglas Sims II (* um 1969), US-amerikanischer Generalleutnant
- Elmer Richard Sims (1883–1973), US-amerikanischer Romanist und Hispanist
- Ernie Sims (* 1984), US-amerikanischer American-Football-Spieler
- George Robert Sims (1847–1922), britischer Schriftsteller, Journalist und Sozialreformer
- Harvey Sims (1871–1945), kanadischer Curler
- Henry Sims (Musiker) (1890–1958), US-amerikanischer Bluesmusiker
- Henry Sims (Basketballspieler) (* 1990), US-amerikanischer Basketballspieler
- Howard Sims (1917–2003), US-amerikanischer Tänzer
- Hugo S. Sims (1921–2004), US-amerikanischer Politiker
- Jamal Sims (* 1971), US-amerikanischer Tänzer, Choreograph, Schauspieler und Regisseur
- James Marion Sims (1813–1883), US-amerikanischer Chirurg und Gynäkologe
- Jena Sims (* 1988), US-amerikanische Schauspielerin und Model
- Jeremy Sims (* 1966), australischer Schauspieler, Regisseur, Drehbuchautor und Produzent
- Joan Sims (1930–2001), britische Schauspielerin
- Jocko Sims (* 1981), US-amerikanischer Schauspieler
- Joe Sims (Politiker), US-amerikanischer Politiker (CPUSA) und Journalist
- Joe Sims (American Football) (* 1969), US-amerikanischer American-Football-Spieler
- Joe Sims (Schauspieler) (* 1980), britischer Schauspieler, Hörspiel- und Synchronsprecher
- John Sims (Botaniker) (1749–1831), britischer Arzt und Botaniker
- John Sims (Mediziner) (1792–1838), britischer Arzt
- John Sims (Fußballspieler) (* 1952), englischer Fußballspieler
- John Sims (Biathlet), US-amerikanischer Biathlet
- John Joseph Sims, britischer Soldat
- Joyce Sims (1959–2022), US-amerikanische Sängerin, Pianistin und Songwriterin
- Karl Sims (* 1962), US-amerikanischer Informatiker
- Kayla Sims (* 1999), US-amerikanische Webvideoproduzentin
- Kees Sims (* 2003), neuseeländisch-niederländischer Fußballtorhüter
- Kym Sims (* 1966), US-amerikanische House- und Popsängerin
- Leonard Henly Sims (1807–1886), US-amerikanischer Politiker
- Madeleine Sims-Fewer, kanadisch-britische Filmschauspielerin, Filmregisseurin, Filmproduzentin und Drehbuchautorin
- Molly Sims (* 1973), US-amerikanische Schauspielerin, Moderatorin und Model
- Naomi Sims (1948–2009), US-amerikanisches Fotomodell
- Nicholas Sims-Williams (* 1949), britischer Iranist und Orientalist
- Nigel Sims (1931–2018), englischer Fußballtorhüter
- Odyssey Sims (* 1992), US-amerikanische Basketballspielerin
- Patrick Sims-Williams (* 1949), britischer Keltologe und Hochschullehrer
- Phil Sims (* 1940), US-amerikanischer Maler
- Ray Sims (1921–2000), US-amerikanischer Jazz-Posaunist
- Reginald William Sims (1926–2012), britischer Zoologe
- Rob Sims (* 1983), US-amerikanischer American-Football-Spieler
- Stella Hackel-Sims (* 1926), US-amerikanische Politikerin und Treasurer von Vermont
- Thetus W. Sims (1852–1939), US-amerikanischer Politiker
- William H. Sims (1837–1920), US-amerikanischer Politiker
- William S. Sims (1858–1936), US-amerikanischer Admiral
- Zoot Sims (1925–1985), US-amerikanischer Jazz-Saxophonist